# Diagrama de Jablonski
El diagrama de Jablonski és una representació gràfica que il·lustra les transicions d'energia en una molècula després de l'absorció de llum. Aquest diagrama mostra els diferents estats electrònics d'una molècula, incloent els estats fonamentals i els estats excitats, així com els possibles processos de desactivació que la molècula pot experimentar en tornar a l'estat fonamental. Els diagrames de Jablonski s'utilitzen àmpliament en espectroscòpia, fotofísica i fotobiologia per comprendre el comportament de les molècules sota l'exposició a la radiació electromagnètica.
Els estats es troben agrupats verticalment d'acord amb la seva energia relativa i horitzontalment d'acord amb la multiplicitat d'espín. Les transicions no radiatives són indicades per mitjà de fletxes ondulades i les transicions radiatives per mitjà de fletxes rectes. Els estats vibracionals basals de cada nivell electrònic s'indiquen amb línies més gruixudes mentres que els estats vibracionals elevats, s'indiquen amb línies horitzontals primes.
El diagrama permet representar i visualitzar com una molècula absorbeix energia (en forma de fotons) i com aquesta energia es dissipa mitjançant diversos processos, incloent la fluorescència, la fosforescència i altres camins no radiatius.

## Història
El diagrama porta el nom d'Aleksander Jablonski, un físic polonès nascut el 26 de febrer de 1898, reconegut per les seves contribucions a l'estudi de la luminescència molecular. Jablonski va introduir el diagrama com a part dels seus esforços per explicar la interacció entre la llum i les molècules, un tema que, fins a aquell moment, era complicat d'entendre a causa de la complexitat de les transicions d'energia.

## Estats electrònics i transicions
El diagrama de Jablonski consisteix en diverses parts clau que representen els estats energètics i els processos de transició:
- Estats electrònics:
  - Estat fonamental (S₀): El nivell d'energia més baix d'una molècula, on els electrons es troben en el seu estat més estable.
  - Estats excitats (S₁, S₂, ...): Nivells d'energia més alts als quals els electrons poden ser elevats mitjançant l'absorció d'energia. S1 és el primer estat excitat, seguit de S2 i altres possibles estats més alts.
  - Estat triplet (T₁): Un estat excitat que es caracteritza per tenir un spin electrònic diferent, resultant en un estat de menor energia que els estats singlet excitats.
- Transicions:
  - Absorció: Representada per una fletxa vertical cap amunt, indica el procés pel qual una molècula absorbeix un fotó, promovent un electró de l'estat fonamental a un estat excitat.
  - Relaxació interna (IC): Un procés no radiatiu en el qual l'energia s'allibera com a vibracions moleculars mentre la molècula transita entre diferents estats excitats de la mateixa multiplicitat de spin.
  - Conversió intersistèmica (ISC): Una transició no radiativa entre estats de diferent multiplicitat de spin, normalment de singlet a triplet, a causa de la interacció de spin-òrbita.
  - Fluorescència: Emissió de llum quan la molècula torna de l'estat excitat singlet (S₁) a l'estat fonamental (S₀).
  - Fosforescència: Emissió de llum quan la molècula retorna de l'estat triplet (T₁) a l'estat fonamental (S₀), un procés que sol ser més lent que la fluorescència.